# ジャックス・ヴァンローエン
ジャックス・ヴァンローエン（Jacques van Rooyen、1986年10月24日 - ）は、ユナイテッド・ラグビー・チャンピオンシップブルズに所属するラグビーユニオン選手。

## プロフィール
- 南アフリカ・プレトリア出身。
- ポジションはプロップ(PR)。
- 身長 186cm、体重 122kg
- 世界選抜に選ばれたことがある[1]。
- バーバリアンズに選ばれたことがある。

## 略歴
ヨハネスブルク大学卒業後、ゴールデン・ライオンズ、バースを経て、2019年、NTTドコモレッドハリケーンズ(現・NTTドコモレッドハリケーンズ大阪)に加入。
2020年2月2日に行われたジャパンラグビートップリーグ第4節の神戸製鋼コベルコスティーラーズ戦に先発出場で日本での公式戦初出場を果たす。同年、NTTドコモレッドハリケーンズを退団後、ブルー・ブルズを経て、ブルズに加入。